# Чайлдс, Моррис
Моррис Чайлдс (при рождении Мойше Чиловский, англ. Morris Childs; 10 июня 1902, Российская империя — 2 июня 1991, Чикаго) — американский политик, член Коммунистической партии США (1919—1929, и с 1931), член ЦК партии (с 1934). В 1929—1931 годах член ВКП(б). Долгое время — с 1954 года до весны 1980 года — работал на ФБР внутри Коммунистической партии США.

## Биография
Родился недалеко от Киева в еврейской семье, отец Иосиф Чиловский был сапожником. В царской России глава семьи за революционную деятельность был осуждён к ссылке, но бежал в США. В 1911 году семья воссоединилась в Чикаго.
После организации компартии США стал её членом, с середины 1920-х был близок к Эрлу Браудеру и его политической линии.
С 1929 по 1931 учился в Международной ленинской школе марксизма-ленинизма в Москве. В годы учёбы установил тесные контакты с Михаилом Сусловым и Отто Куусиненом.
С 1932 года снова в США. В 1938 году по решению ЦК КП США выставлял свою кандидатуру на выборах в сенат США, но проиграл. В 1945—1948 годах главный редактор газеты «Daily Worker».
Младший брат Морриса, Джек Чайлдс, был исключён из Компартии за «браудеризм» в 1947 году и с готовностью пошёл на сотрудничество с американскими спецслужбами. Вскоре, в 1952 году, ФБР завербовало и Морриса Чайлдса.
С 1957 года заместитель по связям с зарубежными компартиями генсекретаря КП США Юджина Денниса, а затем Гэса Холла. Начиная с 1958 года 52 раза посещал СССР для получения денег (всего около 28 миллионов долларов) на финансирование деятельности Компартии США.
В 1975 году в честь Чайлдса был организован приём в Кремле, на котором Л. И. Брежнев наградил его орденом Красного Знамени. В 1987 году Чайлдс принял Президентскую медаль Свободы из рук Рональда Рейгана за свою антикоммунистическую деятельность.